# グラスホッパー物語
「グラスホッパー物語」は、高見のっぽのシングル曲。2006年1月18日にポニーキャニオンから発売。

## 概要
2005年12月 - 1月に、NHKの音楽番組『みんなのうた』で放送された。高見は当時71歳にして歌手デビューを果たした。
ロンドン地下鉄にて人間界に迷い込んだ小さなバッタを、優しい人間達が皆で助けて公園に返してあげるという小さな事件を見かけた松本俊明は、このことをモチーフに作曲、それを受けて高見のっぽが、「グラスホッパー」という名の老バッタが孫バッタへ贈る人生訓とする内容を作詞。
かつてのNHK教育テレビの番組『なにしてあそぼう』、『できるかな』でノッポさんを演じた高見は、作詞のみならず当曲の歌唱や『みんなのうた』の放送映像の脚本・出演・振付も担当、得意のタップダンスも披露する。なお高見が『みんなのうた』と関わるのは1978年10月 - 11月放送の「夢みてるわけじゃないよ」以来27年ぶりである（「高見映」名義で訳詞を担当）。
音楽構成・編曲は、高見と長年の親交を持つ舞台音楽家の宮川彬良。
『みんなのうた』の放送で使用されたアニメーションの映像は、以前番組内で「ひよこぶたのテーマPART2。」のクレイアニメを手掛けた伊藤有壱が制作した。
視聴者からの好評の声を受け、初回放送終了後の2006年2月から7月まで半年間再放送が行われた。
途中の間奏で物語が動くが、映像が無いラジオ放送やCDでは状況が伝わらないため老バッタ役の高見が状況を説明するセリフを流すことで対処した。
当曲は『みんなのうた』で放送された映像を収録したDVD・CDを2006年1月18日に発売した直後に品切れとなる。
平成18年度（2006年度）の第10回文化庁メディア芸術祭アニメーション部門 審査委員会推薦作品に選ばれている。
高見は2006年の『第57回NHK紅白歌合戦』に特別出演し、「みんなのうた45年!キッズショー」のコーナーで同曲を歌った。

### 収録曲
DVD
1. グラスホッパー物語 (歌詞あり)
2. グラスホッパー物語(歌詞なし)
3. インタビュー&メイキング (特典映像)

CD
1. グラスホッパー物語 (フルバージョン)
2. グラスホッパー物語 (コーラス入りバージョン)
3. グラスホッパー物語 (Instrumental)

### 絵本
高見が文章を手がけた絵本も発売された。
- グラスホッパー物語
高見のっぽ（著）、伊藤有壱（絵）、世界文化社、2006年1月20日出版。ISBN 9784418068203。

## ハーイ!グラスホッパー
前作から2年後の2007年4月 - 5月に放送された第2弾（続編）、「グラスホッパー物語」の前日譚にあたる。視聴者からの好評の声を受けて、前作と同じスタッフによって製作された。本作では3人の孫バッタ役としてオーディションで選ばれた当時子役の竹内蓮、荒川ちか、木崎貴紀が出演する。
高見が日々感じていた、人々が忘れている「心からのあいさつ」＝「大切なもの」がモチーフで、高見演じる老バッタから挨拶することの大切さや温かさを教わった3人の孫バッタが、公園に住む昆虫や動物に挨拶して仲良く遊ぶ内容。前作の舞台が秋なのに対し、本作は春が舞台となっている。
ミュージカル仕立てのため曲のほぼすべてが老バッタと孫バッタ達のセリフで占めており、歌うパートは前奏と後奏のみの構成である。そのため映像がないラジオ放送では本作でも老バッタ役の高見が状況を説明するセリフを流すことで対処した。
本作も好評を受け、初回放送終了後の2007年6月から11月まで半年間再放送が行われた。
DVD・CDでは副題「～グラスホッパー物語II春編～」が付き、上記のラジオ音源も収録されている。

### 収録曲
DVD
1. ハーイ!グラスホッパー～グラスホッパー物語 II春編～（歌詞あり）
2. ハーイ!グラスホッパー～グラスホッパー物語 II春編～（歌詞なし）
3. ハーイ!グラスホッパー～グラスホッパー物語 II春編～（カラオケバージョン）

CD
1. ハーイ!グラスホッパー～グラスホッパー物語 II春編～ テレビ バージョン ≪ロング バージョン≫
2. ハーイ!グラスホッパー～グラスホッパー物語 II春編～ ラジオ バージョン ≪ロング バージョン≫
3. ハーイ!グラスホッパー～グラスホッパー物語 II春編～ インストゥルメンタル ≪ロング バージョン≫
4. ハーイ!グラスホッパー～グラスホッパー物語 II春編～ ノッポさん バージョン ≪ショート バージョン≫
5. ハーイ!グラスホッパー～グラスホッパー物語 II春編～ 孫バッタ with ノッポさん TAP バージョン ≪ショート バージョン≫
6. ハーイ!グラスホッパー～グラスホッパー物語 II春編～ インストゥルメンタル ≪ショート バージョン≫

## グラスホッパーからの手紙 〜忘れないで～
前作から2年後の2009年10月 - 11月に放送された第3弾（最終章）、「グラスホッパー物語」の後日談にあたる。
孫バッタたちが広い世界へと旅立った後、新たな昆虫の仲間と出会った老バッタが彼らと一緒に人間に助けられた感謝の手紙を書く内容となっている。その中で人間が忘れた優しい気持ちを「忘れないで」と歌っている。映像は前2作を担当した伊藤有壱が不参加のためアニメーションは控えめに、演者が扮する昆虫達の歌とダンスパフォーマンスでミュージカル風に盛り上げた。振り付けは藤井真梨子が担当。
2022年9月10日に高見のっぽが逝去したため、本作が『みんなのうた』で最後の出演となった。
出演者
グラスホッパーおじいさん：高見のっぽ
おば虫さん：古家貴代美
テン子ちゃん：池田有希子
ホップくん：米原幸佑(RUN&GUN)
ロギーくん：内藤大希
他多数

### 収録曲
DVD
1. グラスホッパーからの手紙 忘れないで

CD
1. グラスホッパーからの手紙 ～忘れないで～ (フルバージョン)
2. グラスホッパーからの手紙 ～忘れないで～ (ショートバージョン)
3. グラスホッパーからの手紙 ～忘れないで～ (カラオケフルバージョン)
4. グラスホッパーからの手紙 ～忘れないで～ (カラオケショートバージョン)

## その他
- 3曲とも5分間の放送枠を1曲で歌い切る「ロングバージョン」作品。
- 2023年5月に高見のっぽの訃報が公表された後、同年5月14日（5月13日深夜）1時から2時15分の枠で追悼企画が放送され、『できるかな』4回分の再放送に続いて2時から「グラスホッパー物語」シリーズ3曲が続けて再放送された[5]。また、同年6月からも当初の放送予定から変更して、アンコール枠で「グラスホッパー物語」が再放送された（当初は『あなたがどこかで』（安全地帯）が放送予定であり、テキストにも記載されていた）。